# Budapest Grand Prix 2012
Il Budapest Grand Prix 2012 è stato un torneo femminile di tennis giocato sulla terra rossa. È stata la 17ª edizione dell'Hungarian Grand Prix, che fa parte della categoria International nell'ambito del WTA Tour 2012. Si è giocato a Budapest in Ungheria, dal 30 aprile al 5 maggio 2012.

## Partecipanti

### Teste di serie
| Giocatrice         | Nazionalità   | Ranking* | Testa di serie |
| ------------------ | ------------- | -------- | -------------- |
| Sara Errani        | Italia        | 28       | 1              |
| Ksenija Pervak     | Kazakistan    | 38       | 2              |
| Cvetana Pironkova  | Bulgaria      | 42       | 3              |
| Klára Zakopalová   | Rep. Ceca     | 45       | 4              |
| Marina Eraković    | Nuova Zelanda | 46       | 5              |
| Petra Martić       | Croazia       | 51       | 6              |
| Shahar Peer        | Israele       | 54       | 7              |
| Irina-Camelia Begu | Romania       | 56       | 8              |

- Ranking al 23 aprile 2012.

### Altre partecipanti
Giocatrici che hanno ricevuto una Wild card:
- Csilla Borsányi
- Henrietta Habler
- Vanda Lukács

Giocatrici passate dalle qualificazioni:

- Akgul Amanmuradova
- Melinda Czink
- Mervana Jugić-Salkić
- Jasmina Tinjić

## Campionesse

### Singolare
Sara Errani ha battuto  Elena Vesnina con il punteggio di 7-5, 6-4.
- È il terzo titolo della stagione per Sara Errani ed il quinto in carriera.

### Doppio
Janette Husárová /  Magdaléna Rybáriková hanno battuto  Eva Birnerová /  Michaëlla Krajicek con il punteggio di 6-4, 6-2.